# Cupido minutus
Cupido minutus är en fjärilsart som beskrevs av Eugen Johann Christoph Esper 1800. Cupido minutus ingår i släktet Cupido och familjen juvelvingar. Inga underarter finns listade i Catalogue of Life.